# Campiglossa irrorata
Campiglossa irrorata är en tvåvingeart som först beskrevs av Fallen 1814.  Campiglossa irrorata ingår i släktet Campiglossa och familjen borrflugor. Arten är reproducerande i Sverige. Inga underarter finns listade.